# Leptanilla escheri
Leptanilla escheri är en myrart som först beskrevs av Heinrich Kutter 1948.  Leptanilla escheri ingår i släktet Leptanilla och familjen myror. Inga underarter finns listade i Catalogue of Life.